# بيوتر كابيتسا

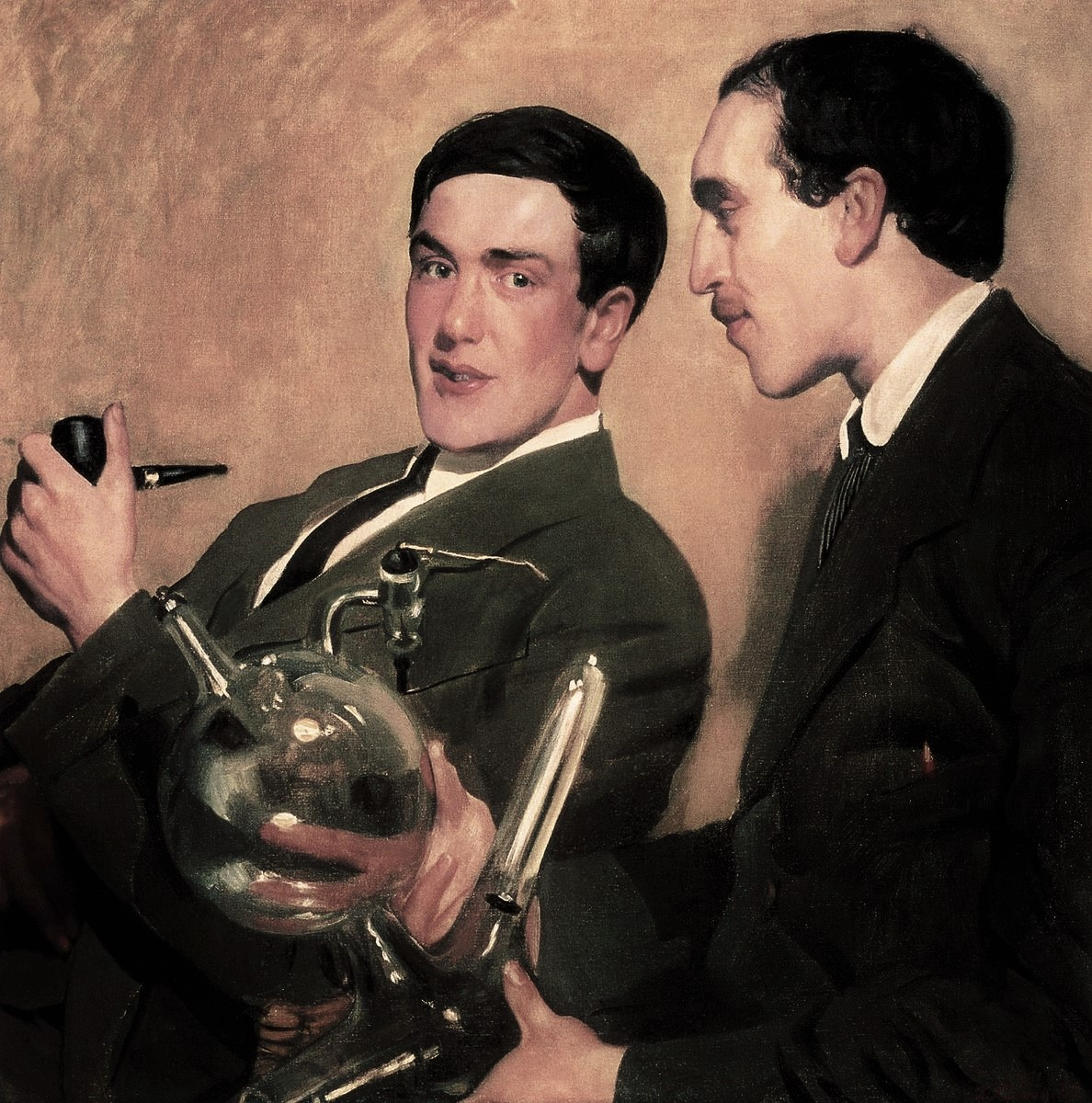
كابيتسا (على اليسار) ونيكولاي سيميونوف للرسام بوريس ميشاليوفيتش

بيوتر كابيتسا (بالروسية:Пётр Леони́дович Капи́ца) اسمه الكامل بيوتر ليونيدوفيتش كابيتسا (8 يوليو 1894 في كرونشتادت - 8 أبريل 1984 في موسكو) كان فيزيائيًّا روسيًّا.

## حياته
ولد كابيتسا في كرونشتادت الأب كان يعمل مهندسًا، عاش فترة المراهقة في مدينة سانت بطرسبرغ ودرس فيها الفيزياء وتخرج عام 1918. اشتغل ابتداءً من عام 1921 لدى إرنست رذرفورد في مختبر كافنديش كمدير وكان مهتما بدراسة موضوع علم الظواهر المغنطيسية، وأيضا في مختبر القمر في جامعة كامبريدج بإنجلترا. بعد عودته من جديد إلى الاتحاد السوفيتي عام 1934 أصبح مديرا لمعهد الفيزياء في موسكو. تزوج من آنّا، ابنة عالم الرياضيات التطبيقية الشهير ألكسي كريلوف.
اكتشف عام 1937 الميوعة الفائقة للهيليوم. تحصل على جائزة نوبل في الفيزياء على الاختراعات والاكتشافات الأساسية التي قام بها في فيزياء الحرارة المنخفضة.

## العائلة
- الابن - أندريه كابيتسا: جغرافي، اكتشف بحيرة فوستوك.
- الابن - سيرجي كابيتسا: عالم فيزياء.

## الجوائز
كان كابيتسا دكتورا فخريا في أكثر من 30 جامعة وعضوا أيضا في العديد من الأكاديميات الأجنبية. عمل في الجمعية الملكية والأكاديمية الألمانية للتاريخ الطبيعي.

## روابط خارجية
- بيوتر كابيتسا على موقع الموسوعة البريطانية (الإنجليزية)
- بيوتر كابيتسا على موقع مونزينجر (الألمانية)
- بيوتر كابيتسا على موقع ميوزك برينز (الإنجليزية)
- بيوتر كابيتسا على موقع إن إن دي بي (الإنجليزية)